# Bresque
Die Bresque ist ein Fluss im Südosten Frankreichs, der im Département Var in der Region Provence-Alpes-Côte d’Azur verläuft. Sie entspringt im Gemeindegebiet von Fox-Amphoux, entwässert generell in südöstlicher Richtung, quert bei Sillans-la-Cascade einen südlichen Ausläufer des Regionalen Naturparks Verdon und mündet nach 35 Kilometern an der Gemeindegrenze von Entrecasteaux und Le Thoronet als linker Nebenfluss in den Argens.

## Orte am Fluss
(Reihenfolge in Fließrichtung)
- Sillans-la-Cascade
- Salernes
- Entrecasteaux

## Sehenswürdigkeiten

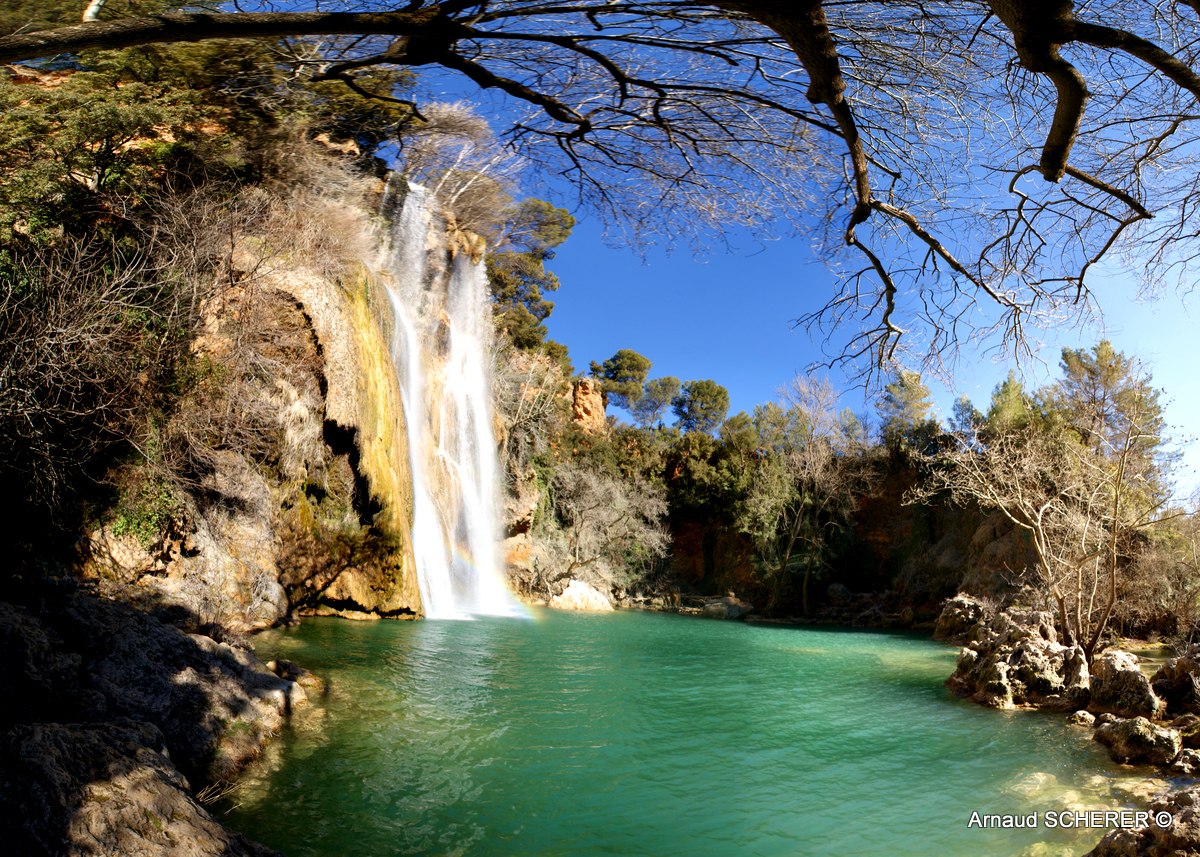
Wasserfall

- Wasserfall bei Sillans-la-Cascade mit 44 Metern Fallhöhe[4]
- Pont du Gourgaret, alte Brücke über den Fluss bei Salernes – Monument historique[5]